# Buñol
Buñol (em castelhano e oficialmente) ou Bunyol (em valenciano) é um município da Espanha na província de Valência, Comunidade Valenciana. Tem 112,4 km² de área e em 2021 tinha 9 438 habitantes (densidade: 84 hab./km²).

## Demografia
| Variação demográfica do município entre 1991 e 2004 | Variação demográfica do município entre 1991 e 2004 | Variação demográfica do município entre 1991 e 2004 | Variação demográfica do município entre 1991 e 2004 |
| --------------------------------------------------- | --------------------------------------------------- | --------------------------------------------------- | --------------------------------------------------- |
| 1991                                                | 1996                                                | 2001                                                | 2004                                                |
| 9096                                                | 9410                                                | 9090                                                | 9273                                                |

## Tomatina
A tomatina é uma festa realizada em Buñol nas últimas quartas feiras de agosto. Durante a festa, os moradores da de Buñol atiram tomates uns sobre os outros, pintando uns aos outros e as fachadas das casas da cidade com o vermelho da polpa do tomate. São muitas as teorias da origem da festa que começou com o desfile de bonecos gigantes por jovens e uma guerra de comida entre amigos, usando os tomates como "arma". Sabe-se que a tradição nasceu em 1940 ou 1944, quando a zonas da alta e baixa da cidade foram fechadas para os participantes. A iniciativa partiu da Guloso, uma marca de polpa de tomate, que aproveitou para aí gravar um anúncio publicitário.
Durante a festa a população quadruplica e participam na tomatina cerca de 38 000 pessoas, entre moradores da cidade e turistas de todas as regiões do mundo.